# أليس صقلي
الأليس الصقلي نوع نباتي يتبع جنس الأليس من الفصيلة الصليبية.

## البيئة والانتشار
موطنه وسط حوض البحر الأبيض المتوسط. ينتشر في صقلية واليونان (بما فيها جزيرة كريت.